# Kościół Miłosierdzia Bożego w Tarnowie
Kościół Miłosierdzia Bożego w Tarnowie – rzymskokatolicki kościół parafialny należący do parafii pod tym samym wezwaniem (dekanat Tarnów Południe diecezji tarnowskiej).

## Historia i wnętrze
Świątynia wzniesiona została w latach 1984–1990 według projektu architektów Andrzeja Boratyńskiego i Piotra Łabowicza. Kamień węgielny poświęcił w dniu 27 kwietnia 1982 roku Jan Paweł II, a wmurowania dokonał 4 września 1988 roku biskup tarnowski Jerzy Ablewicz. Kościół dolny poświęcił w dniu 21 kwietnia 1990 roku biskup Józef Gucwa. Górna świątynia została poświęcona przez biskupa Józefa Życińskiego w święto Bożego Narodzenia 1991 roku. Budowla została konsekrowana w roku Miłosierdzia, w dniu 3 kwietnia 2016 roku przez biskupa Andrzeja Jeża. Witraż do kaplicy adoracji Najświętszego Sakramentu został zaprojektowany i wykonany przez firmę „Opalińscy” z Bystrej Podhalańskiej.
Na wieży wiszą trzy dzwony odlane w ludwisarni Felczyńskich w Przemyślu. Nazwano je imionami: „Jezu, ufam Tobie”, „Matka Zawierzenia” i „Jan Paweł II”.